# Manuel Negrete de la Torre
Manuel Negrete de la Torre (Reinosa, 15 de enero de 1736 - París, 13 de marzo de 1818) fue un aristócrata y político español, ministro del gobierno de José I Bonaparte.

## Biografía
Era hijo de Ambrosio José de Negrete y Ampuero, primer conde de Campo de Alange († 1762), originario de Carranza, y de Agustina Torre González de Castañeda. Fue caballero de la Orden de Santiago, regidor perpetuo de Madrid e hidalgo de cámara de Su Majestad. Se casó con María Agustina Adorno Sotomayor, con quien tuvo dos hijos: Manuel María y Francisco Javier, que fueron, respectivamente, tercer y cuarto condes de Campo de Alange.
Fue segundo conde de Campo Alange desde 1762, así como primer marqués de Torremanzanal desde 1779. Sin haber prestado ningún servicio militar, gracias a contratos reales alcanzó los grados de coronel 1769 y de mariscal en 1779, el de capitán general de Guipúzcoa y 1783 el de teniente general. Del 27 de abril de 1790 al 11 de diciembre de 1795 fue secretario de Guerra y capitán general de los Ejércitos.
Afecto a Manuel Godoy, sirvió como embajador de Carlos IV de España en el Imperio Austriaco y en Portugal. Poco después de instalarse José I Bonaparte en España, en agosto de 1808, nombró a Negrete ministro de Negocios Extranjeros, así como embajador del Imperio Francés. Cuando en 1813 José Bonaparte marchó a Francia, al final de la Guerra de Independencia, le acompañó en su exilio. Murió en París el 13 de marzo de 1818, a los 82 años de edad.